# یواس‌اس میزپا (پی‌وای-۲۹)
یواس‌اس میزپا (پی‌وای-۲۹) (به انگلیسی: USS Mizpah (PY-29)) یک کشتی بود که طول آن ۱۸۱ فوت (۵۵ متر) بود.